# Phagocata vernalis
Phagocata vernalis är en plattmaskart som beskrevs av Kenk 1944. Phagocata vernalis ingår i släktet Phagocata och familjen Planariidae. Inga underarter finns listade i Catalogue of Life.